# Voskhod (Sakhalín)
|  | Per a altres significats, vegeu «Voskhod». |

Voskhod (en rus: Восход) és un poble de l'óblast de Sakhalín, a Rússia, el 2013 tenia 468 habitants. Pertany al districte municipal de Tímovskoie.